# Теодор Шайнок
Теодор Шайнок (пол. Teodor Szajnok, 1833—1894) — польський фотограф і публіцист, співзасновник (1891) і заступник голови Клубу любителів фотографічного мистецтва (пізніше — Львівське фотографічне товариство) у Львові. Власник фотоательє у Львові, автор фотоальбомів і підручника з фотомистецтва.

## Діяльність
Працював в ательє на вул. Поєзуїтській, 2/4. У 1840-х роках це був перший у Львові заклад, де створювали знімки методом дагеротипії, власником був Іполіт Холонєвський. У 1865 р. Шайнок переїжджає у власний будинок на вул. Маєра, 2/4.
Перший польський майстер, які популяризовув метод світлодруку (фототипії), видав за його допомогою перші в Польщі вручну відбиті світлодруки альбоми: Album krasiczyński (1868) і Album żółkiewski (1869).
Автор підручника «Фотографічний путівник для вжитку професіональних фотографів і любителів» (Przewodnik fotograficzny dla użytku fotografów zawodowych i miłośników; Берлін, 1893).
Похований на 57  полі Личаківського цвинтаря.

## Приклади робіт

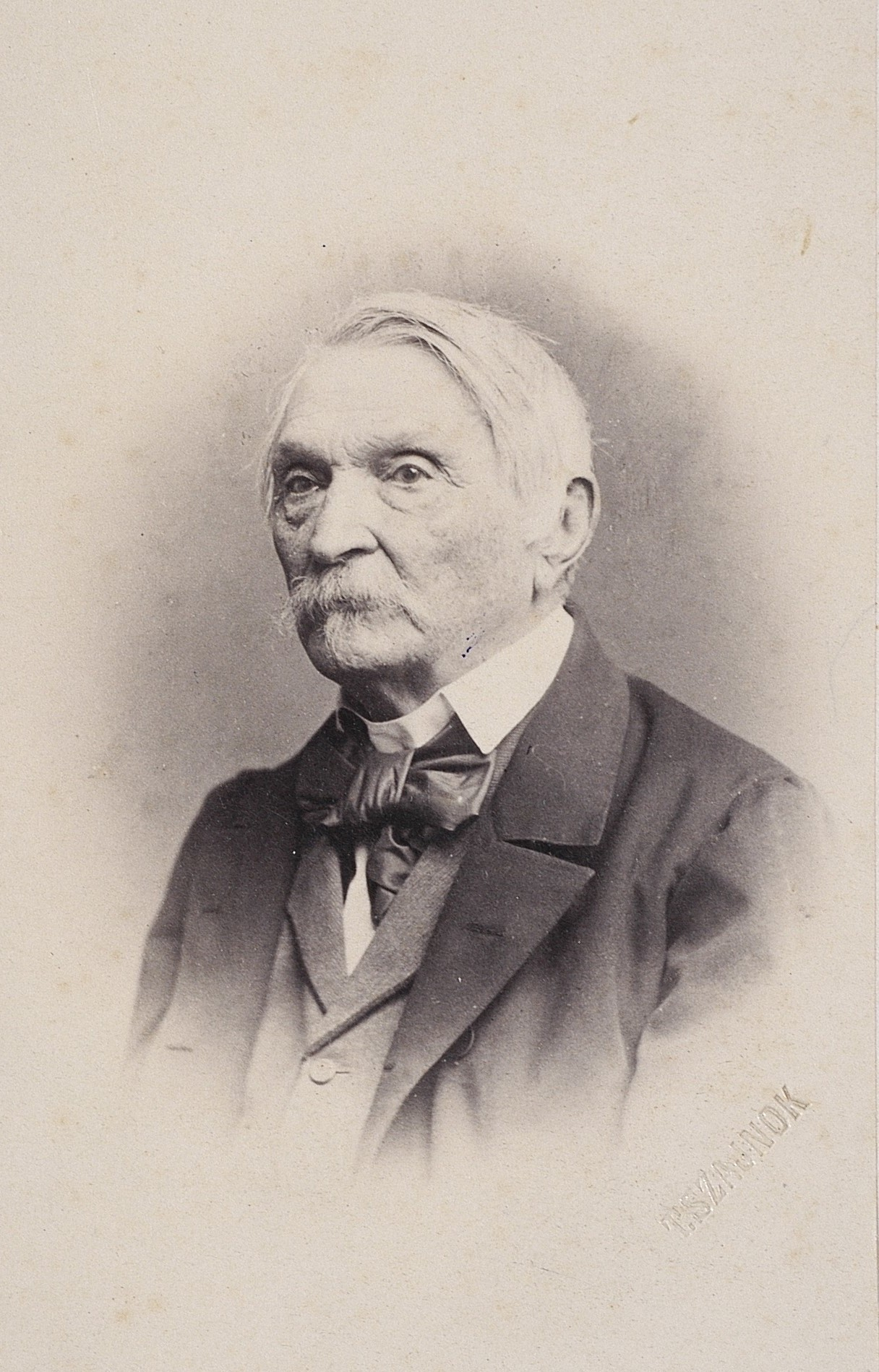
Александер Фредро
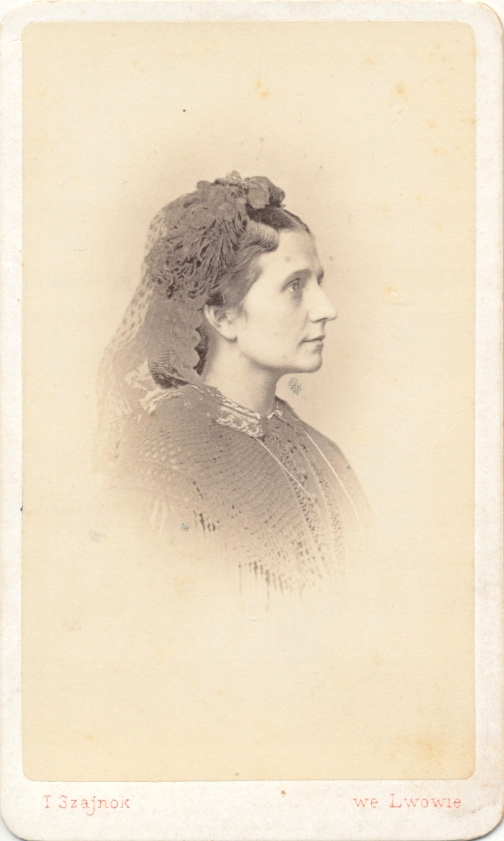
Ядвіга Сангушко Сапєга
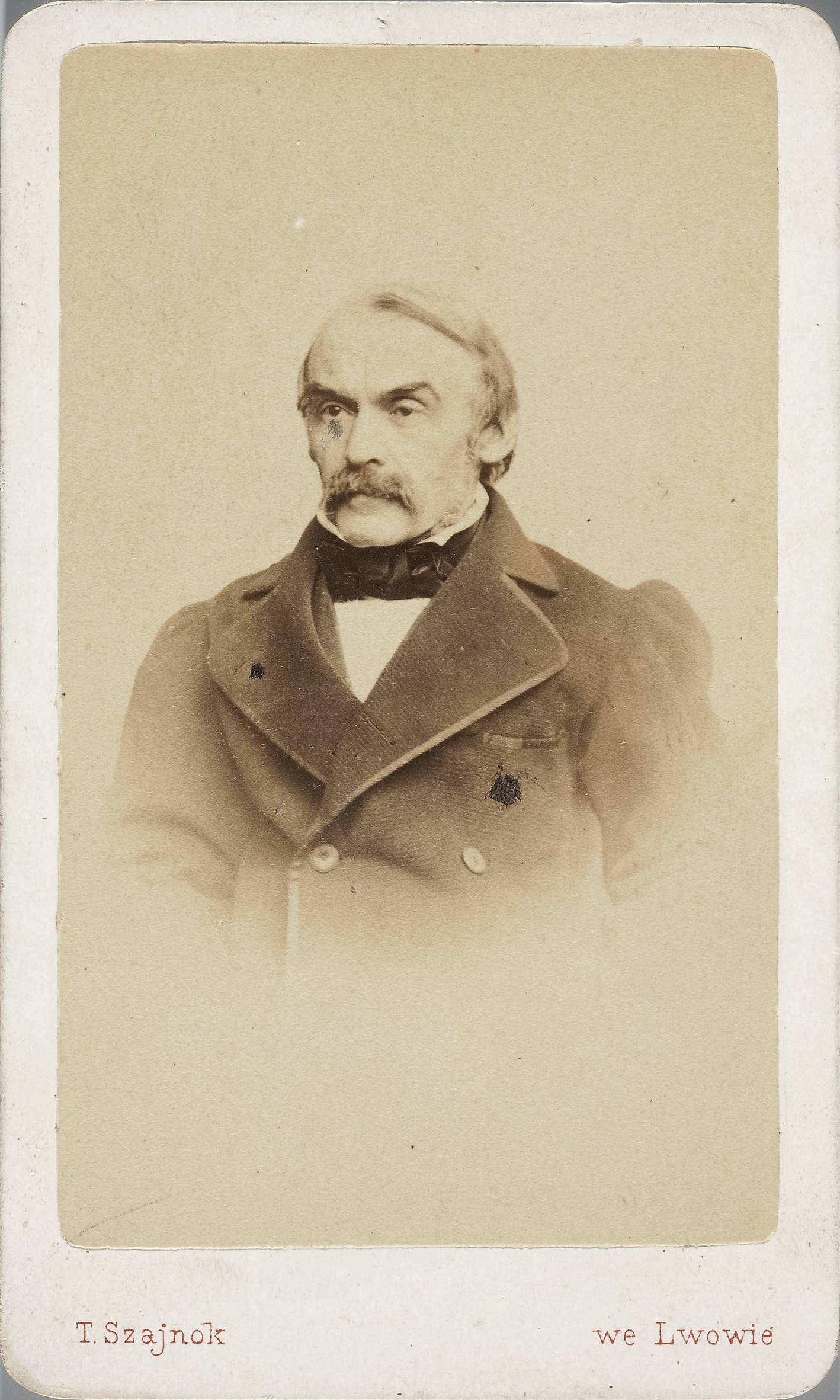
Кароль Шайноха